# Зуево (Себежский район)
Зуево — деревня в Себежском районе Псковской области России. Входит в состав сельского поселения «Себежское».

## География
Находится на юго-западе региона, в северной части района, в лесной заболоченной местности у озера Зуевское, Зуево, Зуи или Ольха (1,1 км², глубиной до 3,7 м). В озере водится щука, плотва, окунь, ерш, красноперка, карась, линь, пескарь, вьюн; раки исчезли в 1960-е годы.
Уличная сеть не развита.

## Климат
Климат, как и во всем районе, умеренно континентальный. Характеризуется мягкой зимой, относительно прохладным летом, сравнительно высокой влажностью воздуха и значительным количеством осадков в течение всего года. Средняя температура воздуха в июле +17 °C, в январе −8 °C. Средняя продолжительность безморозного периода составляет 130—145 дней в году. Годовое количество осадков — 600—700 мм. Большая их часть выпадает в апреле — октябре. Устойчивый снежный покров держится 100—115 дней; его мощность обычно не превышает 20-30 см.

## История
В 1802—1924 годах земли поселения Зуева входили в Себежский уезд Витебской губернии.
В 1941—1944 гг. местность находилась под фашистской оккупацией войсками Гитлеровской Германии.
Деревня Зуево в советские и постсоветские годы входила в Дубровский сельсовет, который Постановлением Псковского областного Собрания депутатов от 26 января 1995 года переименован в Дубровскую волость.
В 1995—2010 годах деревня Зуево входила в Дубровскую волость вплоть до её упразднения согласно Закону Псковской области от 03.06.2010 № 984-ОЗ.
В 2010 году произошло объединение пяти волостей (Глембочинской, Долосчанской, Дубровской, Лавровской и Томсинской) и деревня Зуево вошла в образованное муниципальное образование «Себежское сельское поселение».
С 1 января 2011 года официально входит в сельское поселение Себежское.

## Население
| 2001 | 2002 | 2010 |
| ---- | ---- | ---- |
| 3    | ↘2   | ↘0   |

### Национальный и гендерный состав
Согласно результатам переписи 2002 года, в национальной структуре населения русские составляли 100 % от общей численности в 2 чел., из них по одному мужчине и женщине.

## Инфраструктура
Личное подсобное хозяйство, любительское рыболовство.

## Транспорт
Деревня доступна по просёлочным дорогам.